# Connectionless Network Protocol
Connectionless Network Protocol (CLNP) ist ein Netzwerkprotokoll und wird in RFC 994 und ISO 8473 spezifiziert. Es arbeitet auf der Vermittlungsschicht nach dem OSI-Modell und bietet grundsätzlich die gleichen Dienste wie das Internet Protocol (IP) an.
Es ist jedoch für den Einsatz in administrierten Netzen konzipiert und wird heutzutage vor allem in großen Telekommunikationsnetzen verwendet. Im Gegensatz zu IP ist nicht nur das Ziel angegeben, sondern die komplette Route inklusive der Quell- und Zieladressen. Das Adressformat ist nicht festgelegt, sodass unterschiedliche Netze verbunden werden können. In RFC 1069 wird beschrieben, wie IP-Adressen verwendet werden.
CLNP ist ein verbindungsloses Protokoll. Es ist die Schnittstelle zwischen dem CLNS (Connectionless Network Service) und den oberen Schichten des OSI-Modells.
Durch ein Flag kann der Quellrouter einstellen, ob er bei Übertragungsfehlern benachrichtigt werden möchte. Ansonsten enthält der Header ähnliche Informationen wie bei einem IP-Header:
- Datagrammgröße
- Fragmentierung
- Header-Prüfsumme
- Time-to-Live (TTL)
- Optionen